# Charles Domergue
Charles Antoine Domergue (Besançon, 5 gennaio 1914 – Antananarivo, 31 dicembre 2008) è stato un esploratore, ornitologo, erpetologo e geologo francese.
Dopo avere iniziato la sua carriera presso il Museo nazionale di storia naturale di Parigi, dove collabora con  Édouard-Raoul Brygoo, si trasferisce presso l'Istituto Pasteur di Antananarivo in Madagascar dove trascorre il resto della sua vita.
Ha descritto molte specie di camaleonti del Madagascar.
| Domergue è l'abbreviazione standard utilizzata per le specie animali descritte da Charles Domergue. Categoria:Taxa classificati da Charles Domergue |